# Łycholity
Łycholity (ukr. Лихоліти) – wieś na Ukrainie, w obwodzie czerkaskim, w rejonie złotonoskim, w hromadzie Irklijiw. W 2001 liczyła 749 mieszkańców, spośród których 730 wskazało jako ojczysty język ukraiński, 16 rosyjski, 1 białoruski, 1 ormiański, a 1 niemiecki.